# میمون (فیلم ۲۰۲۵)
میمون (انگلیسی: The Monkey) یک فیلم کمدی ترسناک آمریکایی محصول ۲۰۲۵ به نویسندگی و کارگردانی آز پرکینز است که بر اساس داستان کوتاه سال ۱۹۸۰ استیون کینگ ساخته شده است. در این فیلم تئو جیمز، تاتیانا ماسلانی، الایجا وود، کریستین کانوری، کالین اوبراین، روهان کمپبل و سارا لوی ایفای نقش می‌کنند.
این فیلم در ۲۱ فوریه ۲۰۲۵ توسط نئون در ایالات متحده منتشر شد. این فیلم عموماً نقدهای مثبتی از منتقدان دریافت کرد و بیش از ۶۳ میلیون دلار در سرتاسر جهان فروخت.

## داستان
برادران دوقلوی هال و بیل پس از برخورد به میمون اسباب‌بازی قدیمی پدرشان در اتاق زیر شیروانی، شاهد یک رشته مرگ‌های وحشتناک هستند که در اطرافشان رخ می‌دهد. در تلاش برای رها کردن این ماجرا، برادران تصمیم می‌گیرند میمون را دور بیندازند و در طول زمان مسیرهای جداگانه‌ای را دنبال کنند. با این حال، هنگامی که مرگ‌های غیرقابل توضیح دوباره ظاهر می‌شوند، برادران مجبور می‌شوند آشتی کنند و مأموریتی را برای از بین بردن دائمی اسباب‌بازی نفرین شده آغاز کنند.

## بازیگران
- تئو جیمز
- تاتیانا ماسلانی
- کریستین کانوری
- کالین اوبراین
- روهان کمبل
- سارا لوی
- آدام اسکات
- الایجا وود

## ساخت
فیلمبرداری در ونکوور در ۵ فوریه ۲۰۲۴ آغاز شد و در ۲۲ مارس ۲۰۲۴ به پایان رسید.